# Tennis aux Jeux africains de 2007
Les compétitions de tennis aux Jeux africains de 2007 ont lieu en juillet 2007 à Alger, en Algérie. 

## Médaillés

### Hommes
| Épreuves         | Or                                   | Argent                                     | Bronze                                                                               |
| ---------------- | ------------------------------------ | ------------------------------------------ | ------------------------------------------------------------------------------------ |
| Simple messieurs | Lamine Ouahab (ALG)                  | Karim-Mohamed Maamoun (EGY)                | Abdelhak Hameurlaine (ALG) Mohamed Haythem Abid (TUN)                                |
| Double messieurs | Algérie Lamine Ouahab Slimane Saoudi | Égypte Karim Maamoun Karim-Mohamed Maamoun | Ghana Salifu Mohamed Menford Danso Owusu Tunisie Mohamed Haythem Abid Oualid Jallali |
| Par équipes      | Algérie                              | Égypte                                     | Tunisie                                                                              |

### Femmes
| Épreuves     | Or                                | Argent                                          | Bronze                                                                   |
| ------------ | --------------------------------- | ----------------------------------------------- | ------------------------------------------------------------------------ |
| Simple dames | Samia Medjahdi (ALG)              | Lizaan du Plessis (RSA)                         | Seheno Razafindramaso (MAD) Nehal Saleh (EGY)                            |
| Double dames | Algérie Samia Medjahdi Assia Halo | Afrique du Sud Kelly Anderson Lizaan du Plessis | Égypte Magy Mikhail Nehal Saleh Nigeria Osaro Amadin Margaret Olagundoye |
| Par équipes  | Algérie                           | Afrique du Sud                                  | Égypte                                                                   |

## Tableau des médailles
| Rang  | Nation         | Or | Argent | Bronze | Total |
| ----- | -------------- | -- | ------ | ------ | ----- |
| 1     | Algérie        | 6  | 0      | 1      | 7     |
| 2     | Égypte         | 0  | 3      | 3      | 6     |
| 3     | Afrique du Sud | 0  | 3      | 0      | 3     |
| 4     | Tunisie        | 0  | 0      | 3      | 3     |
| 5     | Ghana          | 0  | 0      | 1      | 1     |
| 5     | Madagascar     | 0  | 0      | 1      | 1     |
| 5     | Nigeria        | 0  | 0      | 1      | 1     |
| Total | Total          | 6  | 6      | 10     | 22    |